# 2004年アテネパラリンピックの日本選手団
2004年アテネパラリンピック日本選手団（2004ねんアテネパラリンピックにほんせんしゅだん）は、2004年9月17日から9月28日までの日程で開催された2004年アテネパラリンピックにおける日本代表選手団及び競技結果。

## メダル獲得者
| メダル   | 選手                                                        | 競技         | 種目                               | 日付    |
| -------- | ----------------------------------------------------------- | ------------ | ---------------------------------- | ------- |
| 金メダル | 藤本聰                                                      | 柔道         | 男子66kg級                         | 9月18日 |
| 金メダル | 齋田悟司 国枝慎吾                                           | 車いすテニス | 男子ダブルス・オープン             | 9月25日 |
| 金メダル | 高田稔浩                                                    | 陸上競技     | 男子5000m T52                      | 9月19日 |
| 金メダル | 高田稔浩                                                    | 陸上競技     | 男子400m T52                       | 9月22日 |
| 金メダル | 高田稔浩                                                    | 陸上競技     | 男子マラソン T52                   | 9月26日 |
| 金メダル | 土田和歌子                                                  | 陸上競技     | 女子5000m T54                      | 9月21日 |
| 金メダル | 安岡チョーク                                                | 陸上競技     | 男子800m T54                       | 9月25日 |
| 金メダル | 畑中和                                                      | 陸上競技     | 女子マラソン T53/54                | 9月26日 |
| 金メダル | 高橋勇市                                                    | 陸上競技     | 男子マラソン T11                   | 9月26日 |
| 金メダル | 成田真由美                                                  | 水泳         | 女子50m自由形 S4                   | 9月27日 |
| 金メダル | 成田真由美                                                  | 水泳         | 女子100m自由形 S4                  | 9月19日 |
| 金メダル | 成田真由美                                                  | 水泳         | 女子200m自由形 S4                  | 9月21日 |
| 金メダル | 成田真由美                                                  | 水泳         | 女子150m個人メドレー SM4           | 9月26日 |
| 金メダル | 成田真由美                                                  | 水泳         | 女子50m平泳ぎ SB3                  | 9月23日 |
| 金メダル | 成田真由美                                                  | 水泳         | 女子50m背泳ぎ S4                   | 9月20日 |
| 金メダル | 河合純一                                                    | 水泳         | 男子50m自由形 S11                  | 9月26日 |
| 金メダル | 奈良恵里加 梶原紀子 藤田多佳子 成田真由美                   | 水泳         | 女子4×50mリレー 20P                | 9月24日 |
| 銀メダル | 廣瀬誠                                                      | 柔道         | 男子60kg級                         | 9月18日 |
| 銀メダル | 加藤裕司                                                    | 柔道         | 男子81kg級                         | 9月19日 |
| 銀メダル | 磯崎直美                                                    | アーチェリー | 女子個人 W1/2                      | 9月25日 |
| 銀メダル | 南浩一 佐古田伸治 小野寺公正                                | アーチェリー | 男子団体オープン                   | 9月26日 |
| 銀メダル | 葭原滋男 大木卓也(P)                                        | 自転車       | 男子タンデムスプリント B1          | 9月21日 |
| 銀メダル | 土田和歌子                                                  | 陸上競技     | 女子マラソン T53/54                | 9月26日 |
| 銀メダル | 安岡チョーク                                                | 陸上競技     | 男子400m T54                       | 9月22日 |
| 銀メダル | 大井利江                                                    | 陸上競技     | 男子円盤投げ F53                   | 9月25日 |
| 銀メダル | 佐藤京子                                                    | 陸上競技     | 女子円盤投げ F32                   | 9月20日 |
| 銀メダル | 河合純一                                                    | 水泳         | 男子100m自由形 S11                 | 9月24日 |
| 銀メダル | 河合純一                                                    | 水泳         | 男子100mバタフライ S11             | 9月21日 |
| 銀メダル | 花田裕治                                                    | 水泳         | 男子50m自由形 S4                   | 9月27日 |
| 銀メダル | 花田裕治                                                    | 水泳         | 男子100m自由形 S4                  | 9月19日 |
| 銀メダル | 秋山里奈                                                    | 水泳         | 女子100m背泳ぎ S11                 | 9月25日 |
| 銀メダル | 江島大祐 鈴木孝幸 前田大介 花田裕治                         | 水泳         | 男子4×50mリレー 20P                | 9月27日 |
| 銅メダル | 天川敬司                                                    | 柔道         | 男子100kg超級                      | 9月20日 |
| 銅メダル | 平澤奈古                                                    | アーチェリー | 女子個人 W1/2                      | 9月25日 |
| 銅メダル | 小川睦彦                                                    | 自転車       | 男子トリサイクルロードレース CP1/2 | 9月24日 |
| 銅メダル | 高田稔浩                                                    | 陸上競技     | 男子1500m T52                      | 9月23日 |
| 銅メダル | 廣道純                                                      | 陸上競技     | 男子800m T53                       | 9月25日 |
| 銅メダル | 荒井のり子                                                  | 陸上競技     | 女子200m T34                       | 9月25日 |
| 銅メダル | 加藤有希                                                    | 陸上競技     | 女子100m T36                       | 9月22日 |
| 銅メダル | 菊池栄里子                                                  | 陸上競技     | 女子200m T36                       | 9月26日 |
| 銅メダル | 尾崎峰穂                                                    | 陸上競技     | 男子やり投げ F11                   | 9月27日 |
| 銅メダル | 安岡チョーク 永尾嘉章 寒川進 副島正純                       | 陸上競技     | 男子4×400mリレー T53/54            | 9月24日 |
| 銅メダル | 河合純一                                                    | 水泳         | 男子100m背泳ぎ S11                 | 9月25日 |
| 銅メダル | 花田裕治                                                    | 水泳         | 男子200m自由形 S4                  | 9月21日 |
| 銅メダル | 奈良恵里加                                                  | 水泳         | 女子50m自由形 S6                   | 9月27日 |
| 銅メダル | 奈良恵里加                                                  | 水泳         | 女子100m自由形 S6                  | 9月20日 |
| 銅メダル | 中村智太郎                                                  | 水泳         | 男子100m平泳ぎ SB7                 | 9月21日 |
| 銅メダル | 軽部弘                                                      | 水泳         | 男子50m平泳ぎ SB3                  | 9月23日 |
| 銅メダル | 酒井喜和                                                    | 水泳         | 男子100m背泳ぎ S12                 | 9月25日 |
| 銅メダル | 成田真由美 梶原紀子 奈良恵里加 藤田多佳子                   | 水泳         | 女子4×50mメドレーリレー 20P        | 9月27日 |
| 銅メダル | 河合純一 杉内周作 恵川光生 酒井喜和                         | 水泳         | 男子4×100mリレー 49P               | 9月22日 |
| 銅メダル | 小宮正江 直井由紀 浅井三重子 直井由香 熊川恵利子 佐野まどか | ゴールボール | 女子                               | 9月26日 |

出典：アテネパラリンピック・メダリスト一覧（PDF） - 日本パラリンピック委員会

## アーチェリー
- 磯﨑直美 ARW1
- 南浩一 ARW1
- 小野寺公正 ARST
- 平澤奈古 ARW1
- 佐古田伸治 ARW2
- 米澤昌子 ARST
- 中西彩 ARW2

## 陸上競技
- 荒井のり子 T34
- 要田美紀 T52
- 大井利江 F52
- 植田政徳 T51
- 高田稔浩 T52
- 畑中和 T54
- 尾崎峰穂 F11
- 土田和歌子 T54
- 菊池栄里子 T36
- 廣道純 T53
- 小谷謙二 T42/F42
- 安岡チョーク T54
- 加藤有希 T36
- 安陵武文 F51
- 伊藤智也 T52
- 大勢待茂男 F12
- 笹原廣喜 T54
- 副島正純 T54
- 寒川進 T53
- 鈴木徹 F44
- 中嶋嘉津子 F37
- 二宮尚寛 T46
- 矢野繁樹 T11
- 八重澤康成 T52
- 齊藤晃司 T11
- 永尾嘉章 T54
- 花岡伸和 T54
- 川島由美 T54
- 高橋勇市 T11
- 福原良英 T11
- 佐藤真海 F44
- 福留史朗 T13
- 保科清 T11
- 佐藤京子 F32

## 自転車
- 大城竜之 B2
- 小川睦彦 CP2
- 葭原滋男 B2
- 佐久間明夫 LC1

## 馬術
- 鎮守美奈 グレードⅠ

## 車いすフェンシング
- 久川豊昌 B
- 谷萠子 A

## 柔道
- 藤本聰 B3
- 宮内栄司 B1
- 加藤裕司 B1
- 廣瀬誠 B2
- 赤塚正美 B1
- 松本義和 B1
- 天川敬史 B1

## パワーリフティング
- 宇城元男 67.5kg級

## セーリング
- 須藤正和 2
- 曽根陽子 2
- 麻生恒雄 B1
- 村澤和則 7PPS
- 笠井美栄子 3PPS

## 射撃
- 木下裕季子 SH2cb
- 櫻岡亜希子 SH2aa
- 大橋健次 SH1a
- 鈴木ひとみ SH2ca
- 寺井亜希 SH1c
- 松本隆 SH1c

## 水泳
- 成田真由美 S4/SB3/SM4
- 河合純一 S11
- 花田裕治 S4
- 酒井喜和 S12
- 奈良恵里加 S6
- 梶原紀子 SB4/S5
- 秋山里奈 S11
- 杉内周作 S13
- 恵川光生 S12
- 中村智太郎 S6
- 藤田多佳子 S5
- 安田美由紀 S7
- 軽部弘 S5/SB3
- 前田大介 S6
- 鈴木孝幸 S5
- 江島大佑 S7
- 北村友里 S6
- 荒力 SB8
- 山田拓朗 S9
- 杉田好士郎 S12
- 細川宏史 S7
- 崎本龍司 S9
- 山内美津希 SB9
- 木村潤平 SB6

## 卓球
- 藤原佐登子 TT3
- 皆見信博 TT2
- 岡紀彦 TT5
- 富岡成一 TT9
- 工藤恭子 TT10
- 福澤知子 TT3
- 別所キミヱ TT5
- 小野初夫 TT6
- 竹田隆 ID
- 樋口誠 ID

## 車いすテニス
- 齋田悟司 男子オープン
- 国枝慎吾 男子オープン
- 中野秀和 男子オープン
- 藤良一 男子オープン
- 大前千代子 女子オープン
- 八筬美恵 女子オープン
- 高島正雄 ミックス
- 當間寛 ミックス

## ゴールボール
- 小宮正江 B2
- 直井由紀 B2
- 浅井三重子 B3
- 直井由香 B2
- 熊川恵利子 B3
- 佐野まどか B2

## シッティングバレーボール
- 田中浩二
- 吉田等
- 加藤昌彦
- 中山要
- 金尾智
- 山本新
- 米澤淳志
- 栗田陽介
- 田辺勉
- 田村正志
- 竹田賢仁
- 藤堂浩樹

## 車椅子バスケットボール

### 男子
- 杉浦寿信 1
- 京谷和幸 1
- 藤井新悟 1.5
- 森紀之 2
- 長谷川康之 2
- 三宅克己 3
- 是友京介 3
- 神保康広 3
- 安直樹 4
- 大島朋彦 4
- 藤本怜央 4.5
- 菅澤隆雄 4.5

### 女子
- 酒匂順子 1
- 川上理恵 1
- 吉田絵里架 1.5
- 高林美香 2
- 南川佐千子 2
- 塚本京子 2.5
- 畑野泰子 2.5
- 後藤幸子 3.5
- 上村知佳 3.5
- 添田智恵 3.5
- 増子恵美 3.5
- 菅原奈緒子 4.5

## ウィルチェアーラグビー
- 伊藤智 2.5
- 三阪洋行 2
- 荻野晃一 0.5
- 福井正浩 2
- 島川慎一 3
- 田村学 3
- 守健一 1.5
- 仲里進 2.5
- 高橋義信 0.5
- 川村政直 3.5
- 佐藤佳人 2
- 室橋卓朗 2